# 上川口町
上川口町（かみかわぐちちょう）は、愛知県豊田市の町名。

## 概要
豊田市の北西部に位置し、藤岡地区（旧西加茂郡藤岡町の町域にほぼ相当する）に属する。
矢作川右岸に位置する。町域南東部は矢作川に接し、併走する愛知県道11号豊田明智線沿いに民家が点在する。なお県道は町域南部で愛知県道33号瀬戸設楽線が接合している。矢作川沿いをのぞけば、町域のほとんどが深い山林に覆われており、町域北部には採石場があるが、アクセスは林道高土屋線のみである。町域東部では矢作川支流である李川が、町域西部では同じく矢作川支流で町域を南北に貫く井の平川が、それぞれ部分的にであるが隣町との境界線を形成している。
町域南部の集落に隣接する矢作川河岸では、慶応期に市村団十郎なる人物が掘削したとされる東井水と下川口井水により水田が耕作されているが、1859年（安政6年）には上川口に酒造屋があり、明治初期から中期にかけては農業の合間にみそ屋、油屋、こうじ屋、煮売屋などを兼業する村民があった。また1897年（明治30年）に南北街道が開通してからは、馬方や車引き、筏乗りを兼業する農民も現れたという。

## 歴史

### 沿革
- 江戸期- 寛永期の『三河国村々高附』においては「加茂郡上川口村」、天保期の郷帳においても「加茂郡上川口村」という表記が見受けられる[6]。
- 1635年（寛永12年）当時- 挙母藩領であった[4]。
- 1701年（元禄14年）- 旗本石川総昌の知行地となる[4]。
  - なお文献によっては1698年（元禄11年）とする記述もある[5]。
- 1871年（明治4年）- 大区小区制施行により、第4大区第3小区に所属する[6]。
- 1878年（明治11年）- 郡区町村編制法施行により、加茂郡が西加茂郡と東加茂郡に分割される。これに伴い、上川口村の所属が加茂郡から西加茂郡に変更される[5]。
- 1884年（明治17年）7月- 戸長役場設置に伴い、上川口村、押沢村（おしざわむら）、下川口村（しもかわぐちむら）、富田村（とみだむら）、西枝下村（にししだれむら）、西広瀬村（にしひろせむら）、藤沢村（ふじさわむら）、松嶺村（まつみねむら）、御作村（みつくりむら）の9村が同組に組み込まれる[7]。
- 1889年（明治22年）10月1日- 市制・町村制施行に伴い、上川口村、押沢村、下川口村、富田村、西枝下村、西広瀬村、藤沢村、松嶺村、御作村の9村が合併して西加茂郡富貴下村（ふきしもむら）が誕生し[8]、上川口村は富貴下村大字上川口に継承される[5]。
- 1906年（明治39年）4月1日- 富貴下村の内3大字、高岡村、藤河村が合併して藤岡村が誕生し[9]、富貴下村大字上川口は藤岡村大字上川口に継承される[5]。
- 1978年（昭和53年）4月1日- 藤岡村の町制施行に伴い[9]、住所表示が藤岡町大字上川口に変更される[5]。
- 2005年（平成17年）4月1日- 藤岡町の豊田市への編入に伴い、住所表示が豊田市上川口町に変更される。

## 世帯数と人口
2019年（令和元年）7月1日現在の世帯数と人口は以下の通りである。
| 町丁     | 世帯数 | 人口  |
| -------- | ------ | ----- |
| 上川口町 | 43世帯 | 100人 |

### 人口の変遷
国勢調査による人口の推移
| 2005年（平成17年） | 138人 | [ 10 ] |  |
| 2010年（平成22年） | 124人 | [ 11 ] |  |
| 2015年（平成27年） | 109人 | [ 12 ] |  |

## 学区
市立小・中学校に通う場合、学区は以下の通りとなる。
| 番・番地等 | 小学校             | 中学校             |
| ---------- | ------------------ | ------------------ |
| 全域       | 豊田市立御作小学校 | 豊田市立藤岡中学校 |

## 施設

### 公共施設
- 国土交通省矢作ダム上川口警報局
- 豊田市消防団第5方面隊第3分団

## 寺社
八柱神社
当社には川口城城主川口源左衛門による八王子権現と諏訪明神の勧進が社の起こりとされる伝承が伝わる。なお、『三河国二葉松』には「河口村古屋敷」の屋主として川口源左衛門の名が出てくるが、実際にどのような人物であったのかは不明である。

## 文化財

### 古窯
- 空窯- 近現代[15]

### 散布地
- 高土屋敷遺跡- 縄文時代[15]
- 川原田（かわらだ）遺跡- 縄文時代[4]
- 空（そら）遺跡- 縄文時代[4]

## その他

### 日本郵便
- 郵便番号 : 470-0421[2]（集配局：藤岡郵便局[16]）。